# Дослідження операцій
Дослі́дження опера́цій (ДО) — це дисципліна, що займається розробкою й застосуванням методів знаходження оптимальних рішень на основі математичного моделювання у різних областях людської діяльності.
ДО тісно пов'язане з системним аналізом, математичним програмуванням, теорією оптимальних рішень.
ДО — застосування математичних, кількісних методів для обґрунтування рішень у всіх галузях цілеспрямованої людської діяльності. ДО починається тоді, коли для обґрунтування рішень використовується той чи інший математичний апарат.

## Історія
У роки другої світової війни дослідження операцій широко застосовувалося для планування бойових дій. Так, фахівці з дослідження операцій працювали в командуванні бомбардувальної авіації США, дислокованому в Великій Британії. Ними досліджувалися численні фактори, що впливають на ефективність бомбардування. Були вироблені рекомендації, що призвели до чотириразового підвищення ефективності бомбардування.
На початку війни бойове патрулювання літаків союзників для виявлення кораблів і підводних човнів супротивника мало неорганізований характер. Залучення до командування фахівців з дослідження операцій дозволило встановити такі маршрути патрулювання й такий розклад польотів, при яких імовірність залишити об'єкт непоміченим була зведена до мінімуму. Отримані рекомендації були застосовані для організації патрулювання над Південною частиною Атлантичного океану з метою перехоплення німецьких кораблів з військовими матеріалами. З п'яти ворожих кораблів, що прорвали блокаду, три були перехоплені на шляху з Японії в Німеччину, один був виявлений і знищений у Біскайській затоці і лише одному вдалося зникнути завдяки ретельному маскуванню.
По закінченні другої світової війни групи фахівців з дослідження операцій продовжили свою роботу в збройних силах США і Великої Британії. Публікація ряду результатів у відкритій пресі викликала сплеск суспільного інтересу до цього напрямку. Виникає тенденція до застосування методів дослідження операцій у комерційній діяльності, з метою реорганізації виробництва, перекладу промисловості на мирні рейки. На розвиток математичних методів дослідження операцій в економіці асигнуються великі кошти.
У Великій Британії націоналізація деяких видів промисловості створила можливість для проведення економічних досліджень на базі математичних моделей у загальнодержавному масштабі. Дослідження операцій стало застосовуватися при плануванні і проведенні деяких державних, соціальних і економічних заходів. Так, наприклад, дослідження, проведені для міністерства продовольства, дозволили прогнозувати вплив політики урядових цін на сімейний бюджет.
У США впровадження методів дослідження операцій у практику керування економікою відбувалося трохи повільніше — але і там багато концернів незабаром стали залучати фахівців такого роду для розв'язування проблем, пов'язаних з регулюванням цін, підвищенням продуктивності праці, прискоренням доставки товарів споживачам, тощо. Лідерство в області застосування наукових методів керування належало авіаційній промисловості, що не могла не йти в ногу зі зростаючими вимогами військових. В 50-ті-60-ті роки на Заході створюються суспільства та центри дослідження операцій, що випускають власні наукові журнали, ряд університетів США включає цю дисципліну у свої навчальні плани.

## Метод
Методи дослідження операцій не являють собою єдиного універсального апарату, придатного для вироблення рішень на всі випадки життя. Дослідження операцій — це набір різних математичних методів, об'єднаних спільним завданням обґрунтування найкращих рішень. Кожен з цих методів має свою область застосування.
Методи дослідження операцій можуть бути віднесені до чотирьох основних груп: аналітичні, статистичні, математичного програмування, теоретико-ігрові.
Аналітичні методи характерні тим, що встановлюються аналітичні, формульні залежності між умовами розв'язуваної задачі та її результатами. До цих методів належать теорія ймовірностей, теорія марковських процесів, теорія масового обслуговування, динаміка середніх.
Теорія ймовірностей — наука про закономірності у випадкових явищах. З її допомогою виробляються рішення, що залежать від умов випадкового характеру .
Теорія марковських випадкових процесів розроблена для опису операцій, що розвиваються випадковим чином в часі.
Теорія масового обслуговування розглядає масові повторювані процеси.
Метод динаміки середніх застосовується в тих випадках, коли можна скласти залежності між умовами операції і її результатом виходячи із середніх характеристик зазначених умов.
Статистичні методи засновані на зборі, обробці та аналізі статистичних матеріалів, отриманих як в результаті фактично дій, так і вироблених штучно шляхом статистичного моделювання на ЕОМ. До цих методів належать послідовний аналіз і метод статистичних випробувань .
Послідовний аналіз дає можливість ухвалювати рішення на основі низки гіпотез, кожна з яких відразу ж послідовно перевіряється, наприклад під час перевірки якості партії виробів.
Метод статистичних випробувань (Монте -Карло) полягає в тому, що хід операцій програється, мовби копіюється на ЕОМ, з усіма притаманними операції випадковостями.
Математичне програмування є низкою методів, призначених для найкращого розподілу наявних обмежених ресурсів, а також для складання раціонального плану операції. Математичне програмування підрозділяється на лінійне, нелінійне і динамічне. Сюди ж зазвичай відносять і методи мережевого планування.
Лінійне програмування застосовується в тих випадках, коли умови ведення операцій описуються системою лінійних (1- го ступеня) рівнянь або нерівностей. У разі, якщо зазначені залежності носять нелінійний характер (2-й і більші ступені), застосовується метод нелінійного програмування.
Динамічне програмування служить для вибору найкращого плану виконання багатоетапних дій, коли результат кожного наступного етапу залежить від попереднього.
Сіткове планування, призначене для складання та реалізації раціонального плану ведення операції, що передбачає розв'язання задачі в найкоротший термін і з найкращими результатами. Призначені для обґрунтування рішень в умовах невизначеності (неповноти, неясності) даних обстановки.
До теоретико-ігрових методів належать теорія ігор і теорія статистичних рішень.
Теорія ігор застосовується в тих випадках, коли невизначеність обстановки викликана свідомими, зловмисними діями конфліктуючої сторони.
Теорія статистичних рішень застосовується тоді, коли невизначеність обстановки викликана об'єктивними обставинами, які або невідомі, або носять випадковий характер.

## Понятійний апарат
Операція —будь-який захід (система дій), об'єднаний єдиним замислом і спрямований на досягнення певної цілі (заходи задач 1-8 будуть операціями). Операція завжди є керованим заходом, тобто залежить від людини яким способом вибрати параметри, які характеризують його організацію (в широкому значенні, включаючи набір технічних засобів, що використовуються в операції).
Рішення (вдале, невдале, раціональне, нераціональне) —будь-який визначений набір залежних від людини параметрів.
- Оптимальне —рішення, яке за рядом ознак (критеріїв) є більш переважним за інші.

Ціль дослідження операцій —попереднє кількісне обґрунтування оптимальних рішень. Саме по собі прийняття рішення виходить за рамки дослідження операцій і належить до компетенції відповідальної особи (осіб).
Елементи рішення —параметри, сукупність яких утворює рішення: числа, вектори, функції, фізичні ознаки і т. д. Якщо елементами рішення можна користуватися у визначених межах, то задані («дисциплінуючі») умови (обмеження) фіксовані одразу і не можуть бути порушені (вантажопідйомність, розміри, вага). До таких умов відносять засоби (матеріальні, технічні, людські), якими людина в силі розпоряджатися та інші обмеження, які накладаються на рішення. Їхня сукупність формує множину можливих рішень.

## Типові задачі
Взяті з різних галузей практики:
1. План постачання підприємств
2. Побудова ділянки магістралі
3. Продаж сезонних товарів
4. Снігозахист доріг
5. Протичовновий рейд
6. Вибірковий контроль продукції
7. Медичне дослідження
8. Бібліотечне обслуговування

Деякі приклади формулювання задач, які мають відношення до ДО:
- Задача пакування рюкзака
- Задача комівояжера
- Транспортна задача
- Задача листоноші
- Задачі створення розкладу, диспетчеризації, такі як Open Shop Scheduling Problem, задача планування для потокової лінії, Job Shop Scheduling Problem і т. д.

## Використання
Характерна особливість ДО — системний підхід до поставленої проблеми і аналіз. Системний підхід є головним методологічним принципом ДО. Він полягає в тому, що будь-яка розв'язувана задача повинна розглядатися з точки зору впливу на критерії функціювання системи в цілому. Для дослідження операцій характерно те, що при розв'язуванні кожної проблеми можуть виникати нові задачі. Важливою особливістю ДО є спрямованість на пошук оптимального розв'язку поставленої задачі (принцип «оптимальності»). Однак на практиці такий розв'язок знайти неможливо через:
1. відсутність методів, які дають можливість знайти глобально оптимальне рішення задачі.
2. обмеженість існуючих ресурсів, що робить неможливим реалізацію точних методів оптимізації.

В такому випадку обмежуються пошуком не оптимальних, а достатньо добрих, з позицій практики, рішень. Доводиться шукати компроміс між ефективністю розв'язків і затратами на їх пошук. Дослідження операцій дає інструмент для пошуку таких компромісів.
ДО тісно пов'язане з теорією управління, системним аналізом, математичним програмуванням, теорією ігор, теорією оптимальних рішень, евристичними підходами, метаевристичними підходами і методами штучного інтелекту, такими як теорія задоволення обмежень і нейронні мережі.
ДО використовують в основному великі компанії для розв'язування задач планування виробництва (контролінгу, логістики, маркетингу) та ін. складних задач. Використання ДО в економіці дозволяє понизити витрати і, відповідно, підвищити продуктивність підприємства. ДО активно використовується арміями і урядами багатьох розвинутих країн для розв'язування комплексних задач армійської логістики, пересування армій, розвитку нових видів озброєння, розвитку нових стратегій війни, розвитку міждержавних торгових механізмів, прогнозування розвитку (наприклад, клімату) та інших задач функціонування систем масового обслуговування. Розв'язування комплексних задач підвищеної важливості виконується методами ДО на суперкомп'ютерах, але розробки ведуться на простих ПК. Використовувати методи ДО можна і на малих підприємствах, використовуючи ПК.